# Hradčany (Boêmia Central)
Hradčany é uma comuna checa localizada na região da Boêmia Central, distrito de Nymburk.